# 평양시 (대한민국)
평양시(平壤市)는 대한민국 평안남도에 있는 대한민국의 시이다. 이북5도위원회가 관리하는 명목상의 행정 구역이다. 평안남도의 도청 소재지이다. 면적은 270.3 km2이며, 시청 소재지는 산수동이다. 91개 법정동·리로 구성되어 있고 또 평양시의 행정동이 관할하는 법정동의 숫자는 모두 7개로 같다. 이북5도위원회는 명예동장 13명을 임명하고 있다.

## 행정 구역
| 행정동         | 동 숫자 | 법정동·리                                                                            | 비고            |
| -------------- | ------- | ------------------------------------------------------------------------------------ | --------------- |
| 기림동(箕林洞) | 7       | 경제(鏡齊) 기림(箕林) 능로(陵路) 신창(新倉) 아청(衙廳) 박구(礡九) 진향(眞香)         |                 |
| 남문동(南門洞) | 7       | 남문(南門) 대화(大和) 산수(山水) 수(壽) 욱(旭) 천(泉) 항(港)                         | 평양시청 소재   |
| 남산동(南山洞) | 7       | 교구(橋口) 남(南) 남산(南山) 동(東) 죽원(竹園) 팔천대(八千代) 행(幸)                 |                 |
| 문수동(紋繡洞) | 7       | 대신(大新) 문수(紋繡) 불당(佛堂) 오야(梧野) 율(栗) 의암(衣巖) 장진(將進)             |                 |
| 미산동(嵋山洞) | 7       | 감북(坎北) 내(內) 미산(嵋山) 상흥(上興) 오촌(鰲村) 용흥(龍興) 청암(淸巖)             |                 |
| 사동(寺洞)     | 7       | 미림(美林) 빈(蘋) 사동(寺洞) 석암(石巖) 정백(貞柏) 조왕(助王) 토성(土城)             |                 |
| 상수동(上需洞) | 7       | 경상(慶上) 본(本) 상수(上需) 설암(薛巖) 앵(櫻) 진동(賑洞) 창전(倉田)                 | 평안남도청 소재 |
| 서성동(西城洞) | 7       | 능라(陵羅) 당산(堂山) 동대원(東大院) 서성(西城) 인흥(仁興) 채관(釵貫) 평천(平川)     | 대동군청 소재   |
| 선교동(船橋洞) | 7       | 구정(九井) 대치령(大馳嶺) 봉수(鳳岫) 서내(西內) 선교(船橋) 신(新) 양각(羊角)         |                 |
| 신양동(新陽洞) | 7       | 염점(鹽店) 경창(景昌) 관후(舘後) 상수구(上水口) 신양(新陽) 이문(里門) 죽전(竹典)     |                 |
| 수옥동(水玉洞) | 7       | 계(鷄) 대찰(大察) 수옥(水玉) 순영(巡營) 이향(履鄕) 장별(將別) 하수구(下水口)         |                 |
| 장지동(長池洞) | 7       | 구동창(舊東倉) 송신(松新) 신동창(新東倉) 장지(長池) 장천(將泉) 추을(秋乙) 칠산(七山) |                 |
| 황금동(黃金洞) | 7       | 빈(濱) 서(西) 암(巖) 약송(若松) 유(柳) 홍매(紅梅) 황금(黃金)                         | 평양역 소재     |

## 참고 문헌
- “평안남도 시군 소개”. 이북5도위원회.
- “평안남도 기구 및 정원”. 이북5도위원회.

## 같이 보기
- 평양시